# Blaž Baromić
Blaž Baromić (* před rokem 1450, Vrbnik? – po roce 1505, Senj) byl chorvatský knihtiskař a kaligraf. V roce 1494 založil hlaholskou tiskárnu v Senji, druhou nejstarší tiskárnu v Chorvatském království. 
Je také znám svou speciální typografickou sadou známou jako Baromićova technika lomených ligatur, unikátní mezi prvotisky. 

## Život a činnost

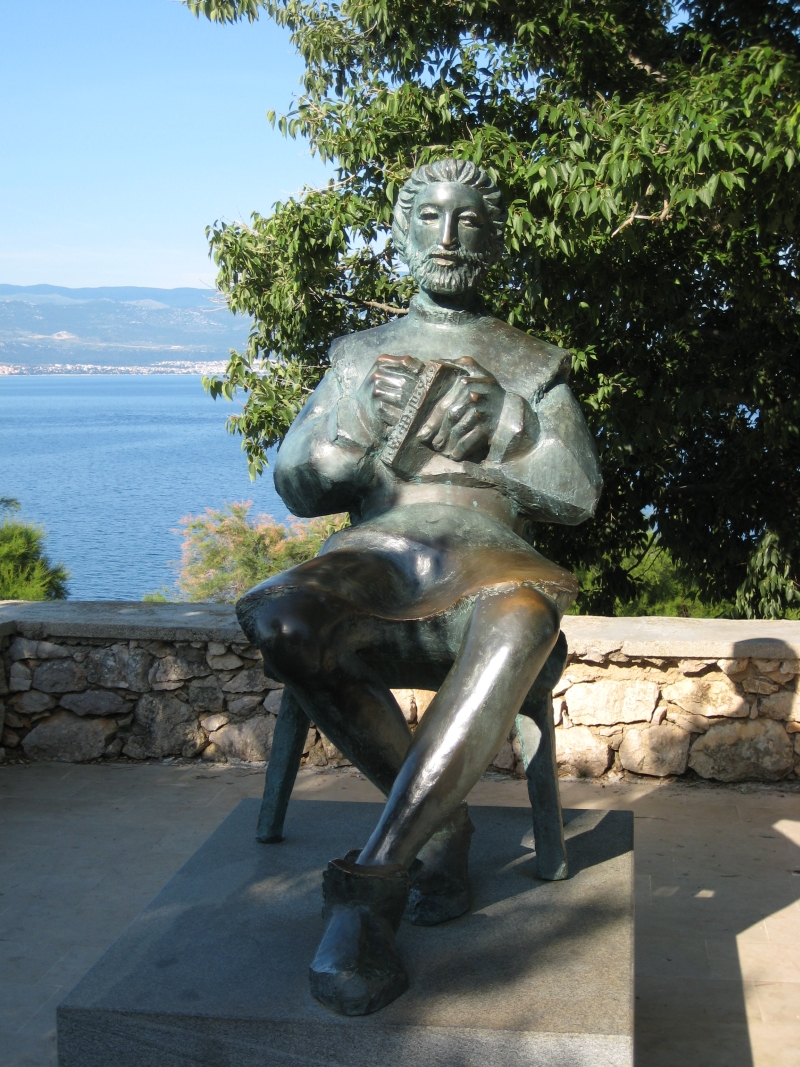
Pomník Blaže Baromiće v (rodném) Vrbniku.

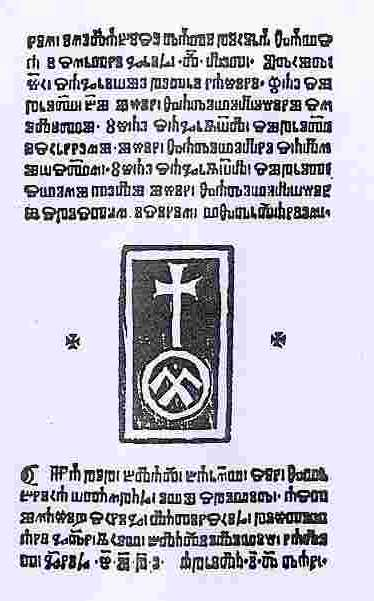
Spovid općena, dílo vytištěné a přeložené do chorvatštiny v roce 1496, zobrazuje insignie senjské tiskárny.

Přesné datum a místo narození není známo, ale předpokládá se, že se narodil ve Vrbniku na ostrově Krk. Jeho prvním významným dílem je breviář Mavro z roku 1460, který napsal a iluminoval.
Krátce poté se seznámil s tiskařskou technologií, pro kterou hledal finanční podporu v Senji. Poté odcestoval do Benátek, kde se vyučil v tiskařské práci a získal všechny potřebné tiskové nástroje. V roce 1493 také vytiskl svůj první breviář pod vedením Andrey Torresaniho.
V následujícím roce v Senji založil tiskárnu a 7. srpna 1494 dokončil své první dílo, hlaholský misál, druhé vydání Missale Romanum.